# Brionne
Brionne is een gemeente in het Franse departement Eure (regio Normandië). De plaats maakt deel uit van het arrondissement Bernay. In de gemeente ligt spoorwegstation Brionne. Brionne telde op 1 januari 2022 4.220 inwoners.

## Geografie
De oppervlakte van Brionne bedraagt 16,77 vierkante kilometer; de bevolkingsdichtheid is 251,6 inwoners per km² (per 1 januari 2019).

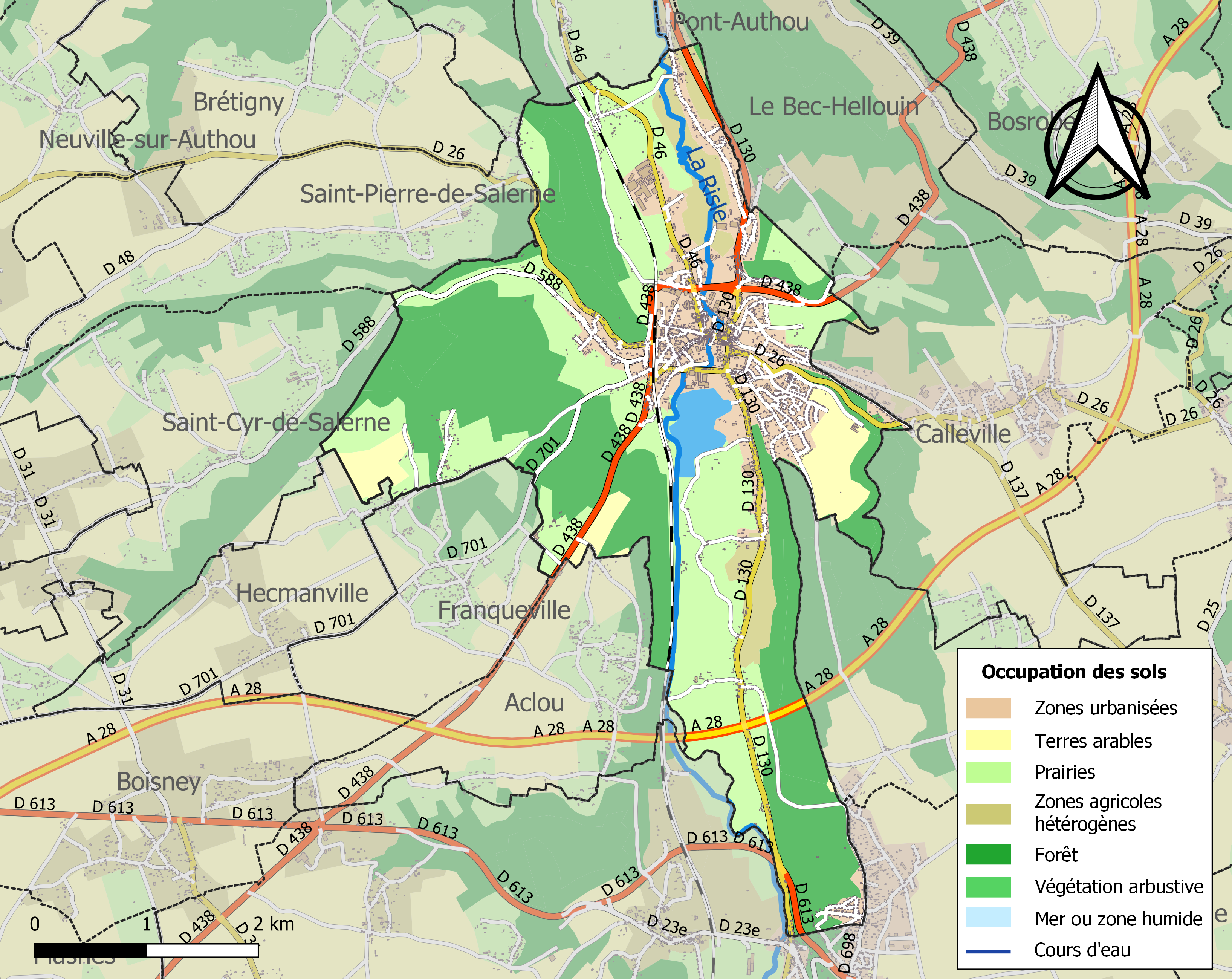
Kaart van de gemeente met belangrijkste infrastructuur, bodemgebruik en omliggende gemeenten

## Demografie
Onderstaande figuur toont het verloop van het inwonertal (bron: INSEE-tellingen).